# マジンガー乙女
『マジンガー乙女』（マジンガーおとめ）は、立花未来王とダイナミックプロによる日本の漫画作品。
ダイナミックプロと永井豪公認のパロディ作品。続編である『マジンガー乙女大戦』についても本項にて記載する。

## 作品概要
携帯電話向けコミック配信サイト『フラッパー・モバイル』で配信されたコミックで、『マジンガー乙女』は2009年10月6日から配信。『マジンガー乙女大戦』はモバイル向けコミック配信サイト『メディファク☆モバイル』で2010年12月9日より配信された。
『マジンガーZ』シリーズ及び『鋼鉄ジーグ』に登場したロボットの女体化アンドロイドを中心にしたコメディやバトルがメイン。所謂「ポロリ」などのお色気描写も数多く描かれている。
主人公を含めたアンドロイドは日常生活において人間に危害を加えないようにするため、規制標識にて能力を規制されている。『乙女大戦』ではその規制標識が一切無い空き地を巡って、瀬戸含むマジンガー軍団と新生マジンガー軍団の戦いが描かれる。
本作の大きな特徴として、各キャラのバトルやお色気シーンが瀬戸の脳内図としてそのキャラの元ネタであるロボットに置き換えて描写されることもある。

## 登場人物

### マジンガー軍団
魔神瀬戸（まかみ せと）
主人公。マジンガーZを基にして作られたアンドロイド。設定年齢は17歳で、普段は富士乃裾野（ふじのすその）高校に通学している。ドジっ子且つ生粋のマゾ。ロケットパンチやルストハリケーンなど、オリジナルのマジンガーZにあった武装を全て装備している。ブレストファイヤーを使うと胸が露出してしまうのが悩みの種。
温泉の成分と反応して一度爆発してしまうが、後に新装備ウイングスクランダーを装備して復活。これに伴い飛行可能となった。さらに『乙女大戦』では魔ジーグ戦においてブレストファイヤーの強化版「ブレストファイヤーバースト」を使用した他、新たにA（アストロ）マジンガーZにパワーアップしている。
A（アストロ）マジンガーZ
瀬戸のパワーアップ形態。重蔵曰く「光子力を極限まで高めた瀬戸の真の姿」「生粋のマゾッ子パワーが生み出す奇跡」らしい。瀬戸もこの形態には自分の意志ではなれず、またなった時の記憶もない。魔ジーグを圧倒するほどのパワーを持つ。
武器は「メテオフォールパンチ」、「プロミネンスファイヤ」、「光子力ブラスト（劇中未使用）」、「ネビュラハリケーン（劇中未使用）」を装備。最大の武器は浄化の光「光子の輪（フォトン・オーリオール）」。
魔神麗人（まかみ れいと）
グレートマジンガーを基にして作られたアンドロイド。設定年齢は18歳。そのため瀬戸からは姉と呼ばれるが、本人は「自分の方が新型で高性能なのに何故姉になる」と言って嫌がっている（ただし、本心から嫌がっているわけではないらしい）。常に冷静沈着で、少女漫画好き。貧乳ではないのだが、胸のボリュームが他の女性キャラと比べると控えめ。
オリジナルのグレートマジンガーにあった武装を全て装備しているが、グレートタイフーンは顔が歪むらしく使用していない。マジンガーブレードはグレートソードという名称になっており、鞘に入れて常に持ち歩いている。『乙女大戦』では魔ジーグ戦においてグレートソードブースターという、ブースターと大剣が一体化した追加装備を使用した。
グレース・D・フリード
グレンダイザーを基にして作られたアンドロイド。設定年齢は19歳だが、瀬戸と同じクラスに転入している。カタコトの外人っぽいしゃべり方をする。当初は正体を隠して転入してきたが、瀬戸を含めた生徒達にはバレバレだった。一時は瀬戸をベガ星連合軍の回し者だと勘違いして戦いになるが、後に和解して友人となる。実は近眼で、眼鏡がないと周りがよく見えない。普段は学校の屋上にあるスペイザーを寝袋に使っているが、後にダークに奪われてしまう。
オリジナルのグレンダイザーにあった武装全てを装備している。『乙女大戦』では魔ジーグ戦において地球製のスペイザー、ゴッドスペイザーを使用した。ただし本人によるとこれは「おでかけ用」らしく、マジンガー大戦後もスペイザーを巡ってダークと争っている。
高徹椎子（こうてつ しいこ）
ジーグの能力を持つサイボーグ少女。年齢は16歳。元々は普通の人間だったが、父親に勝手に改造された為に家出し実家近くの河川敷にテントを張っている。無口で、あまり感情を露わにすることはない。叩かれたり段差に躓くなどの軽度の衝撃でバラバラになってしまうが、実際は力を抑えているだけ。
オリジナルのジーグにあった武装を全て装備している。ヘソ出しルックやパンチラなどのサービスカットはあるが、裸体の露出シーンは一切無い。実は想像を絶する程の音痴。

### 機械獣軍団
桂（ケイ）
婆土須（ばーどす）高校の校長に作られた3悪人こと機械獣軍団の長女。ガラダK7を基にして作られたアンドロイド。色々と問題のある妹2人に対するツッコミ役でもある。
絵夢（エム）
次女。ダブラスM2を基にして作られたアンドロイド。両手にダブラスの頭部の形状をした手袋をはめており、そこから火炎やワイヤーを放射する。ちなみにこの手袋が無いと喋れないのかどうかは桂ですら知らないタブーらしい。
恵留（エル）
三女。ダムダムL2を基にして作られたアンドロイド。一人称は「ボク」。巨大なローラーと合体して真の姿になる。食いしん坊で、常に何かを食べながら「あ～お腹空いた」と言っている。
ニセZ
桂、絵夢、恵留が肩車をして変装した偽物の瀬戸（「科学のチカラ」らしい）。変装は完璧で、本物が現われるまで誰も正体に気付かなかった。グレースと椎子を騙して腕を奪い取り、麗人を倒そうとするが瀬戸に正体を看破されてしまう。
武装は重蔵が作った「簡易サンダーブレイク発生装置」と奪った拳を含めた全ての拳を発射する「リボルバーパンチ」。

### サブキャラ
魔神鋼児（まかみ こうじ）
兜甲児に似た容姿だが、作中での扱いはボスに近く瀬戸の脳内図でもボスボロットに描写されている。当初は瀬戸を傍迷惑な存在だと思っていたが、後にZの素晴らしさに目覚める。
魔神重蔵（まかみ じゅうぞう）
瀬戸を作った科学者で、鋼児の祖父。兜十蔵に似た容姿をしている。50歳の頃にマジンガーZを見て、光子力・超合金Z・鉄の城というフレーズに虜になり、瀬戸を作り上げた。
ゴッドスペイザーを製作した他、実は「マジンガーでアルファベット26個を制覇したい」という理由で音呂も製作している。
魔神健造（まかみ けんぞう）
麗人を作った科学者で、重蔵の弟。兜剣造に似た容姿をしている。
グレートソードブースターを製作した他、兄の考えに賛同して巫唯を製作している。
高徹弘（こうてつ ひろし）
椎子の唯一の肉親で、考古学者でもある。司馬宙に似た容姿をしており、椎子を勝手にサイボーグに改造したため激しく嫌われている。邪魔大王国発掘の為に旅に出ており、作中に本人は登場していない。
後に椎子に嫌われた嘆きから、新を製作している。
湯見（ゆみ）
瀬戸のクラスの担任。フルネームは不明。弓弥之助に似た容姿をしている。『乙女大戦』では鋼児と共に司会を務めた。
婆土須高校校長（本名不明）
婆土須高校の校長。本人は直接登場しない。
ドクターヘルに似た容姿をしている。それ故に自分がドクターヘルの生まれ変わりだと信じており、瀬戸を倒すため機械獣軍団を作り上げた。
ベガ大王
グレースによるとフリード星を滅ぼし、地球侵略も企てているらしいが、表立った動きはあまり見せていないので詳細は不明。
後にグレースを倒す為にダークを作っていたことが判明する。
さやか似の女子（本名不明）
弓さやかに似た容姿の女子生徒。瀬戸の脳内図ではダイアナンAに描写されている。
マリア似の女子（本名不明）
マリア・フリードに似た容姿の女子生徒。瀬戸の脳内図ではビューナスAに描写されている。

### 新生マジンガー軍団
陣賀音呂（じんが ねろ）
『乙女』オリジナルのマジンガー、N（ネクロ）マジンガー。非常に露出度の高い服装をしており、一人称は「ボク」。
「バンテージロケットパンチ」、「カースハリケーン」、「ブレストブリザード」を装備。左眼は眼帯をしており、敵を金縛りにする「光子力バインド」と隠し球である「光子力メガビーム」を使う時のみ外す。また、ウイングスクランダーを展開して空を飛ぶこともできる。
製作者は重蔵で、立ち位置的には瀬戸の妹にあたる。マジンガー大戦後はAマジンガーZと戦いたいがために瀬戸の出番を奪ったり戦いを挑んだりしている。なお、瀬戸のことは「妹キャラ」ということで姉と呼んでいない。
陣賀巫唯（じんが ぶい）
『乙女』オリジナルのマジンガー、マジンガーV（ヴァラー）。重厚な鎧を着込んでおり、侍口調で話す。一度眠ると雷が鳴っても起きない。
「ハンマープレスパンチ」、「ヴァラータイフーン（劇中未使用）」、「プラズマブレイク」を装備。最大の武器はあらゆる攻撃を跳ね返す盾「マジンガード」と、ブレスト系最強の破壊力を有する「ブレストゲイザー」。
製作者は健造で、立ち位置的には麗人の妹にあたる。マジンガー大戦後は麗人のグレートソードブースターに対抗して、さらに巨大な盾「スーパーマジンガード」を用意して再戦を申し入れる。なお、麗人のことは「大姉上」と呼んでいる。
ダーク・G・ダーク
ベガ星連合軍の手で作られた黒いグレンダイザー（通称グレンダーク）。能力はおろか標識による規制もコピーされている。容姿やしゃべり方はグレースに似た部分もあるが、褐色肌でスリーサイズはより向上している。さらに視力は低くなく、かけている眼鏡は伊達眼鏡。しかし仮免の途中で出撃がかかってしまったため、自分のスペイザーをスクラップにしてしまった。以降はグレースのスペイザーを奪って使用している。
武装類はグレンダイザーと対になる物が多く、腕のカバーをカッターの形に展開して放つ「スピニングクラッシャーパンチ」、超重力で敵の動きを封じる「加重力ストーム」、J時形に湾曲されている鎌形の武器「ダブルハルパー」を装備している。必殺武器はスペイザーと合体して放つ「ダークサンダー」。使用後スペイザーはダークエネルギーにより黒く染まっている。
マジンガー大戦後もスペイザーを巡ってグレースと争っている。
高徹新（こうてつ しん）
新ジーグを基に作られたアンドロイドで、新生マジンガー軍団の中で唯一の原作ロボを基にしているキャラクター。椎子ほどではないが感情に薄く、途切れ途切れに喋る。最大の武器は無差別かつ毒舌な正論攻撃で、椎子も反論できず泣くしかなかった。
オリジナルの新ジーグにあった武装を全て装備している。露出が一切無い服装を着ており、椎子同様に裸体の露出は一切無い。想像を絶するほどの味覚音痴。
音呂達と共闘する理由は特に無かったのだが、「家出した椎子を懲らしめる」「4対4の方が盛り上がる」という理由で新生マジンガー軍団に参戦。戦いの最中アクシデントにより椎子と結合し、魔ジーグとなってしまう。
マジンガー大戦後は心を入れ替え、椎子の世話をするようになる。
魔ジーグ
アクシデントにより椎子と新が合体してしまった形態。弘曰く「パワーは2倍どころか2乗にも3乗にもなるが、理性を失う」とのことで、暴走して見物人も襲った。一度は麗人とグレースの新兵器で倒されたかと思われたが、周囲の金属を集め第2形態となって復活。瀬戸達を一瞬のうちに戦闘不能に追いこむも、AマジンガーZとなった瀬戸に圧倒され、光子の輪で浄化され元に戻った。
武器は「ジーグビームジェノサイド」、「ナックルボンバーボルケイノ」、「マッハドリルインフェルノ」、「スピンストームカタストロフ」。さらに電撃のような技も使う。作中では椎子と新の姿で描写されたのは2コマ程度で、大半はロボットの姿で描写されている。

## 単行本
- 原作：永井豪、作画：立花未来王とダイナミックプロ、 メディアファクトリー〈MFコミックス フラッパーシリーズ〉
  - 『マジンガー乙女』 2010年2月23日発売 ISBN 978-4-8401-2983-1
  - 『マジンガー乙女大戦』 2011年3月23日発売 ISBN 978-4-8401-3782-9